# フランコ・コレッリ

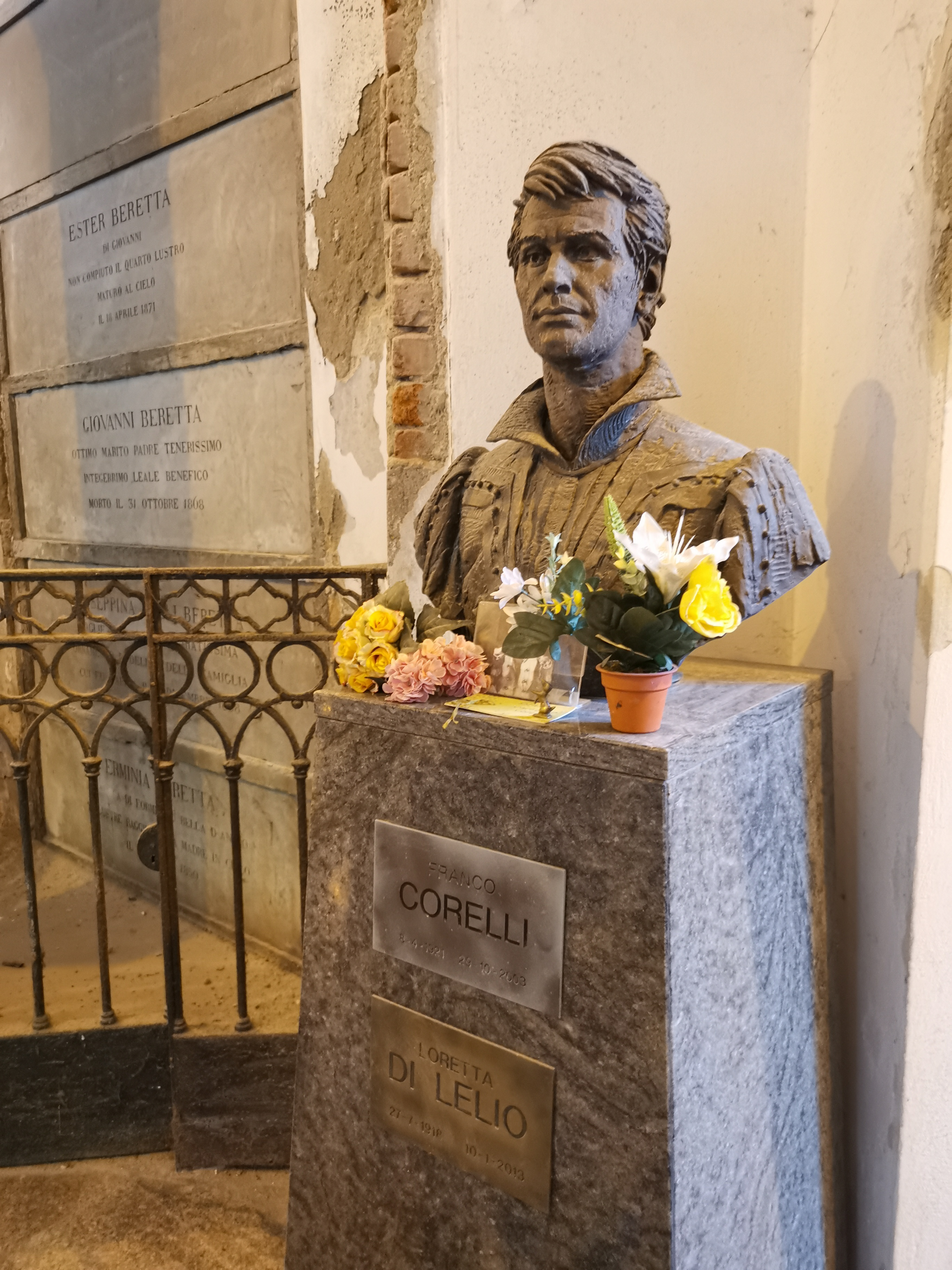
墓に設けられた胸像

フランコ・コレッリ（Franco Corelli, 1921年4月8日 - 2003年10月29日）は、イタリアのテノール歌手。劇的表現に適したスピント系の美声、力感あふれる歌唱、輝かしい高音で知られ、激発性をも含んだ情熱、悲劇性の表現に秀でて高い人気を誇った名テノール。舞台映えする長身の美男歌手としても著名であった。

## 生涯
アンコーナに生まれ、ペーザロの音楽院で学ぶ。造船会社で会社員生活も送ったが、1951年フィレンツェ5月音楽祭声楽コンクールで優勝、同年スポレートのテアトロ・ヌオーヴォで『カルメン』のドン・ホセを歌ってデビューを飾る。1954年にはミラノ・スカラ座でマリア・カラスとガスパーレ・スポンティーニ作曲『ヴェスタの巫女』で共演し、スターの地位を確立。1961年にはニューヨーク市のメトロポリタン歌劇場にマンリーコ（ヴェルディ『トロヴァトーレ』）でデビューし、以後275回の出演を数える。独特の粘った歌い口、あくの強い表情づけが好悪を分けた面もあったが、ロンドン、パリ、ベルリン、ミュンヘン、ウィーンなどでも活躍。1971年と1973年の2回来日してリサイタルも開いている。1975年にはメトロポリタン歌劇場の初日本引越し公演に参加し、『ラ・ボエーム』のロドルフォを歌った。なお、この時のロドルフォ役はルチアーノ・パヴァロッティとのダブル・キャストであった。声量、声質ともまだ十分に第一線級のテノールであった1976年に引退。一説には舞台恐怖症が原因という。
デル・モナコ、ディ・ステファーノに次ぐ世代を代表するスターの一人で、マンリーコやカラフ（プッチーニ『トゥーランドット』）等を特に得意とした。他のレパートリーは、カヴァラドッシ（プッチーニ『トスカ』）、ドン・アルヴァーロ（ヴェルディ『運命の力』）、ラダメス（ヴェルディ『アイーダ』）、エルナーニ（ヴェルディ作曲同名作）など。また、ヴェリズモ・オペラでもカニオ（レオンカヴァッロ『道化師』）、アンドレア・シェニエ（ジョルダーノ作曲同名作）、トゥリッドゥ（マスカーニ『カヴァレリア・ルスティカーナ』）、マウリツィオ（チレア『アドリアーナ・ルクヴルール』）等を得意にし、同世代を代表するヴェリズモ・テノールとしても活躍した。1960年代にはやや軽やかな声質に傾斜（年月につれ声が重くなる変化が一般的だが、コレッリの場合は逆であった）し、ロドルフォ（プッチーニ『ラ・ボエーム』）や、フランス・オペラではファウスト（グノー『ファウスト』）などにも挑戦した。得意とした役の多くを録音している。
2003年10月、ミラノにて死去した。正確な死因は明らかにされていない。